# 안티오키아의 마리아
마리아 (1145년 – 1182년)는 안티오키아의 콩스탕스와 그녀의 첫 번째 남편 안티오키아의 레몽 사이에 태어난 딸로 비잔티움 황제 마누일 1세 콤니노스의 두 번째 부인이 되었다.

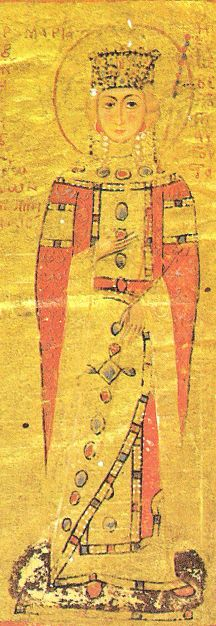
안티오키아의 마리아(바티칸 도서관).

1160년 콩스탕스의 새로운 남편 샤티용의 레날드가 이슬람의 포로로 알레포에 붙잡히자 콩스탕스는 스스로 안티오키아 공국을 지배하려고 하였으나 귀족들은 콩스탕스의 아들 보에몽 3세를 새로운 공작으로 추대했다. 당시 예루살렘 왕국의 왕 보두앵 3세는 이때 안티오키아 총대주교 에메리를 섭정으로 하여 보에몽을 지지했다. 콩스탕스는 이에 반발하여 안티오키아의 명목상 영주인 마누일 1세 콤니노스의 비잔티움 궁정에 호소했다.
마침 전 해 마누일의 첫째 황후인 독일 출신의 베르타가 죽었기 때문에 마누엘은 십자군 국가에서 새로운 신부감을 물색중이었는데 안티오키아의 마리아와 트리폴리의 멜리장드가 물망에 올랐다. 둘 다 당대의 미녀로 유명했고 예루살렘의 보두앵은 마누엘에게 트리폴리의 멜리장드를 신부감으로 추천했다. 그러나 마누엘은 멜리장드 대신에 마리아를 새로운 황후로 낙점했다.
마누일과 마리아 두사람은 1161년 크리스마스 이브에 콘스탄티노폴리스의 하기아 소피아에서 콘스탄티노폴리스 총대주교의 집전으로 결혼식을 올렸다. 마리아는 1169년 아들을 낳았는데 이 아들이 알렉시오스 2세 콤니노스로 황제가 된다.
1180년 마리아는 아들 알렉시오스를 프랑스 왕 루이 7세의 딸 아녜스와 결혼시켰는데 당시 아녜스는 9살이었다. 같은 해 마누엘 1세가 죽자 어린 아들 알렉시우스가 황제가 되었으나 13살의 미성년이었기 때문에 모후인 마리아가 섭정을 개시했다. 그러나 마리아는 프랑크족 출신으로 그리스어에도 서툴었기 때문에 백성의 불만이 많았다. 또한 그녀가 자문관인 프로토세바스토스(Prōtosebastos) 로 친서방적 인물이자 예루살렘 왕비의 삼촌인 알렉시우스를 기용하자 백성들은 마리아의 정부를 더욱 불신하게 되었다. 당시의 소문에는 알렉시우스와 마리아가 연인사이라는 소문까지 돌았다. 백성들은 마리아의 정부를 불신하게 되었고 곳곳에서 음모와 반란이 일어났는데 마리아의 의붓딸인 마리아와 몬페라토의 레니에가 쿠테타를 일으키자 섭정 마리아는 잔인하게 진압했고 이는 백성들의 감정에 더욱 불을 질렀다.
혼란이 지속되는 가운데 안트로니쿠스 콤네노스가 점차 백성들의 신망을 얻었고 안드로니쿠스는 1182년 8월 백성들의 환호를 받으며 수도로 진격하였다. 이때 수도 콘스탄티노폴리스에서는 그동안 황후 마리아와 서구적인 것에 대한 반발로 폭동이 일어나 거의 모든 라틴인들이 학살당했다. 어린 황제 알렉시우스와 모후 마리아는 감금되었는데 아들 황제는 어머니의 처형장에 서명을 해야 했다. 마리아는 감옥에서 처형당했다.